# Frank Vosper
Frank Permian Vosper (* 15. Dezember 1899 in London; † 6. März 1937 ertrunken auf See nahe Plymouth) war ein britischer Schauspieler und Dramatiker.

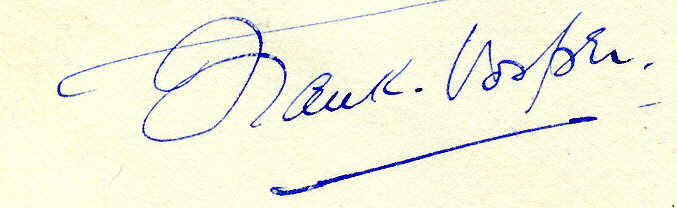
Signatur von Frank Vosper

## Leben
Frank Vosper war das zweite von drei Kindern des Arztes Percy Vosper (1874–1958) und dessen Ehefrau Blanche May Permain (1875–1951). Seine jüngere Schwester Margery (1912–1981) war Drehbuchautorin und Theateragentin.

### Theater- und Filmkarriere
Vosper entdeckte seine Leidenschaft für das Theater in der Jugend. Anstelle des Colleges schloss er sich als 17-Jähriger Frank Benson und danach den Ben Greet Players an und spielte kleinere Rollen. Seinen Wehrdienst während des Ersten Weltkriegs konnte er in der Unterhaltungseinheit von Captain Basil Dean ableisten.
1919 spielte er in Julius Cäsar seine erste bedeutendere Bühnenrolle. Er war damals Mitglied einer Theaterkompanie, die im fernöstlichen Teil des British Empire und drum herum auftrat. Vospers Repertoire umfasste über 130 Rollen, dennoch fühlte er sich lange Zeit in Charakterrollen gefangen, beispielsweise als Darsteller alter Männer, und wollte sich aus dieser Situation befreien.
Zu dieser Zeit, begann er mit dem Schreiben von Bühnenwerken. Sein erstes Bühnenstück war 1927 The Combined Maze und wurde von Kritikern als herausragendes Stück des modernen Theaters gefeiert. 1929 folgten Murder on the Second Floor und gegen Jahresende People Like Us. Murder on the Second Floor schrieb er in Adaption zu Agatha Christies Kurzgeschichte Haus Nachtigall (Philomel Cottage). People Like Us basierte auf dem Fall von Edith Thompson (1893–1923) und Frederick Bywaters (1902–1923), einem britischen Liebespaar, das wegen des Mordes an Thompsons Ehemann Percy zum Tode verurteilt wurde. Nach einer Aufführung im Strand Theatre, bei dem Atholl Fleming in der Hauptrolle zu sehen war, wurde das Stück von Lord Chamberlain verboten und hatte seine erste Aufführung danach erst wieder 1948 im Wyndham’s Theatre, gespielt von Miles Malleson, George Rose, Robert Flemyng und Kathleen Michael.
Bereits 1926 hatte Vosper sich auch wieder der Schauspielerei gewidmet, die er zwischenzeitlich bewusst aus genanntem Grund vernachlässigt hatte, von jetzt an vor allem im Bereich des Filmes, womit er international erfolgreich wurde. 1934 trat er als Meisterschütze und Auftragskiller Ramone Levine in Alfred Hitchcocks Thriller Der Mann, der zuviel wusste an der Seite von Peter Lorre und Leslie Banks auf. Nach einer Jamaika-Urlaubsreise verschlug es ihn Ende 1936 in die Vereinigten Staaten. Vosper galt als einer von Englands „brilliant young man“ des Theaters.
Seine für Anfang März 1937 geplante Rückreise nach England endete für ihn tödlich.

### Vospers mysteriöser Ertrinkungstod
Vosper pflegte eine intime Freundschaft mit dem Schauspieler Peter Willes (1913–1991). Mit ihm reiste er auf der „SS Paris“ von New York City nach Plymouth. Am 6. März 1937, frühmorgens vor dem Einlaufen, feierten beide scheinbar im Anschluss an eine Wohltätigkeitstanzveranstaltung an Bord noch eine „Champagner-Party“ in der Kabine der ebenfalls an Bord reisenden Schauspielerin, Revuetänzerin und Miss England 1935 Muriel Elaine Oxford. Etwa zwei Stunden vor dem Einlaufen in Plymouth ging Vosper über Bord und ertrank im Atlantik. Sein lebloser und unbekleideter Körper wurde später bei Beachy Head (zwischen East Dean und Eastbourne) ans Ufer gespült und letztendlich von seinem Vater identifiziert. Er verstarb im Alter von 37 Jahren.
Spekulation über die Ursachen von Vospers Überbordgehen, wie Suizid, Eifersucht, Depressionen oder Trunkenheit ließen sich im Laufe der Ermittlungen nicht bestätigen. Angeblich stürmte Oxford aus ihrer Kabine und rief laut, dass Vosper Selbstmord begangen habe. Entsprechend wurde auch Alarm an Bord ausgelöst. Das Eifersuchtsargument basierte vor allem auf der Aussage des mitreisenden Ernest Hemingway, der später äußerte, dass Vosper sich darüber echauffiert habe, dass Oxford seinem Freund Willes mehr Aufmerksamkeit zukommen ließ als seiner Person. Angeblich sagte auch ein Passagier aus, dass er an Bord vernommen hatte, dass jemand äußerte: „Wenn du mich nicht heiratest, dann springe ich über Bord“. Eine solche Aussage könnte anderen Angaben nach auch von Willis gekommen sein. Anscheinend räumte dieser dies sogar ein. Oxford verneinte ein solches Ereignis in diesem Zusammenhang.
Die Aussagen zum Verlauf der Nacht erschienen laut Medienberichten etwas widersprüchlich in Bezug zu späteren Aussagen. So können auch hier nur Einzelaussagen ohne Anspruch auf eine objektive Zusammenfassung wiedergegeben werden. Nach dem Einlaufen der „Paris“ teilte Oxford gemäß Medienberichten mit, dass sie sich kurz vor dem Zeitpunkt des Unglücksfalls außerhalb ihrer Kabine auf der Veranda mit Vosper unterhielt und dann wieder in die Kabine zu ihren anderen Gästen zurückkehrte. Vosper kehrte demnach nicht in die Kabine zurück. Dass er ihretwegen über Bord sprang, schloss sie aus. Nach ersten Aussagen war sie scheinbar die letzte Peron, die Vosper sah. Willes vermutete anfänglich, dass Vosper vielleicht beim Versuch, von der Veranda auf das darunterliegende Deck zu gelangen, ausgerutscht sein könnte. Zudem sagte er, dass Freunde Vosper aus dessen Bett holten, um ihn auf die Champagner-Party in Oxfords Kabine zu holen. Nach späteren Aussagen von Oxford und Willes verließ Vosper aber die Kabine, da er müde war. Auch der Steward bezeugte, dass er die Kabine betrat als Willes, Oxford und Vosper in der Kabine anwesend waren; Willes saß mit Oxford auf der Couch und Vosper stand davor. Nachdem der Steward die Kabine einige Minuten später nochmals betrat, war Vosper nicht mehr anwesend. Der Kapitän der „Paris“, Étienne Payen de La Garanderie (1887–1982), später Kapitän auf der Normandie, schloss aus, dass der korpulente Vosper unglücklicherweise aus dem schmalen Kabinenfenster gefallen sei, wie beispielsweise der Coroner es in Erwägung zog. Auch Vospers Vater gab sich nach Besichtigung des Kabinenfensters damit zufrieden, dass es sich nur um einen Unfall gehandelt habe.
Auch wenn Vospers Tod letztendlich nach den Ermittlungen im Auftrag von Scotland Yard als Unfall beurteilt wurde, so blieb er dennoch unerklärlich und dadurch mysteriös. Mike Holgate setzte sich mit den Ereignissen in der Unglücksnacht in seiner Abhandlung Agatha Christie's True Crime Inspirations detaillierter auseinander. Auch der australische Schriftsteller Patrick White befasste sich in seiner Autobiografie Flaws in the Glass: A Self-Portrait (dt. Risse im Spiegel, 1994) mit dem Fall.

## Trivia
Nach Angaben der Daily Express Fiction Library über Murder on the Second Floor verunglückte Vosper auf der „SS Normandie“, dem Schiff, auf dem Étienne Payen de La Garanderie später Kapitän war.

## Bühnenwerke
- 1927: The Combined Maze
- 1929: Murder on the Second Floor
- 1929: People Like Us

## Filmografie
- 1926: Blinkeyes; Regie: George Pearson (Schauspielrolle)
- 1926: The Woman Juror; Regie: Milton Rosmer (Schauspielrolle)
- 1929: The Last Post; Regie: Dinah Shurey (Schauspielrolle)
- 1932: Murder on the Second Floor; Regie: William C. McGann (Bühnenwerk)
- 1932: Rom-Expreß (Rome Express); Regie: Walter Forde (Schauspielrolle und Dialog)
- 1933: No Funny Business; Regie: Victor Hanbury und John Stafford (Drehbuch)
- 1933: On Secret Service; Regie: Arthur B. Woods (Drehbuch)
- 1933: Strange Evidence; Regie: Robert Milton (Schauspielrolle)
- 1934: Blind Justice; Regie; Bernard Vorhaus (Schauspielrolle)
- 1934: Waltzes from Vienna; Regie: Alfred Hitchcock (Schauspielrolle)
- 1934: Red Ensign; Regie: Michael Powell (Schauspielrolle)
- 1934: Jud Süß (Jew Süss); Regie: Lothar Mendes (Schauspielrolle)
- 1934: Der Mann, der zuviel wusste (The Man Who Knew Too Much); Regie: Alfred Hitchcock (Schauspielrolle)
- 1934: Open All Night; Regie: George Pearson (Schauspielrolle)
- 1935: Royal Cavalcade; Regie: Herbert Brenon, Thomas Bentley, Marcel Varnel und weitere (Schauspielrolle)
- 1935: Dick Turpin; Regie: Victor Hanbury und John Stafford (Schauspielrolle)
- 1935: Königsmark; Regie: Maurice Tourneur (Schauspielrolle)
- 1936: Spy of Napoleon; Regie: Maurice Elvey (Schauspielrolle)
- 1936: Secret of Stamboul; Regie: Andrew Marton (Schauspielrolle)
- 1936: Heart’s Desire; Regie: Paul L. Stein (Schauspielrolle)
- 1937: Liebe eines Fremden (Love from a Stranger); Regie: Rowland V. Lee (Bühnenwerk)

Die Bühnenwerke für Murder on the Second Floor und Love from a Stranger waren zudem Grundlage für weitere Verfilmungen.